# Epalpus laticornis
Epalpus laticornis är en tvåvingeart som först beskrevs av Wulp 1888.  Epalpus laticornis ingår i släktet Epalpus och familjen parasitflugor.
Artens utbredningsområde är Costa Rica. Inga underarter finns listade i Catalogue of Life.